# Brandon Mroz

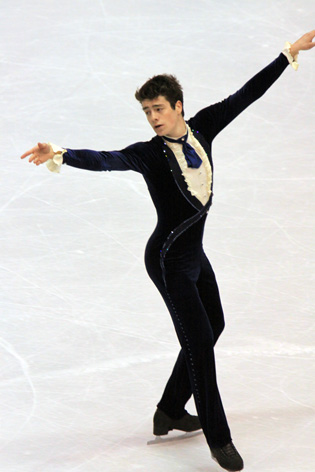
Brandon Mroz bei Skate America 2009

Brandon Mroz (* 22. Dezember 1990 in St. Louis, Missouri) ist ein US-amerikanischer Eiskunstläufer, der im Einzellauf startet.

## Werdegang
Mroz begann im Alter von vier Jahren mit dem Eiskunstlaufen. Er hat drei Brüder. Sein Vater war Eishockeyspieler und seine Mutter Synchroneiskunstläuferin. Mroz' Mutter und einer seiner Brüder wurden in einem Autounfall schwer verletzt. Mroz möchte nach seiner sportlichen Karriere Zahnarzt werden. Er lebt und trainiert in Colorado Springs. Sein Trainer ist Tom Zakrajsek und seine Choreographen sind Sandra Bezic und Tom Dickson.
Im Dezember 2008 wurde Mroz US-amerikanischer Vizemeister und qualifizierte sich damit sowohl für seine ersten Vier-Kontinente-Meisterschaften als auch für seine erste Weltmeisterschaft. Dort belegte er 2009 den achten, bzw. neunten Platz.
Am 16. September 2011 zeigte Mroz in Colorado Springs als erster Eiskunstläufer einen vierfachen Lutz in einem Wettbewerb. Am 12. November 2011 wiederholte er dies bei einem internationalen Wettbewerb, der NHK Trophy.

## Ergebnisse
| Meisterschaft / Jahr             | 2009  | 2010  | 2011  | 2012  |
| -------------------------------- | ----- | ----- | ----- | ----- |
| Weltmeisterschaften              | 9.    |       |       |       |
| Vier-Kontinente-Meisterschaften  | 8.    | 4.    |       |       |
| US-amerikanische Meisterschaften | 2.    | 6.    | 7.    |       |
| –                                |       |       |       |       |
| Grand-Prix-Wettbewerb / Saison   | 08/09 | 09/10 | 10/11 | 11/12 |
| Skate America                    |       | 8.    |       |       |
| Skate Canada                     | 7.    |       |       |       |
| Cup of Russia                    |       | 7.    |       |       |
| Trophée Eric Bompard             | 5.    |       | 3.    |       |
| NHK Trophy                       |       |       |       | 9.    |
| Cup of China                     |       |       | 2.    |       |